# Poco X3
O POCO X3 e as suas variantes, POCO X3 NFC e POCO X3 Pro, são smartphones Android desenvolvidos pela Xiaomi, anunciados em 7 e 22 de setembro de 2020. O telefone tem um ecrã FHD+ IPS LCD FHD+ de 6,67 polegadas, uma câmara principal de 64 MP, uma ultra grande angular de 13 MP, uma macro de 2 MP e uma profundidade de 2 MP, uma bateria de 5160 mAh, 8 GB de RAM e um sensor de impressões digitais na lateral.

## Nota
- Este artigo foi inicialmente traduzido, total ou parcialmente, do artigo da Wikipédia em castelhano cujo título é «Poco X3».